# 清津行动

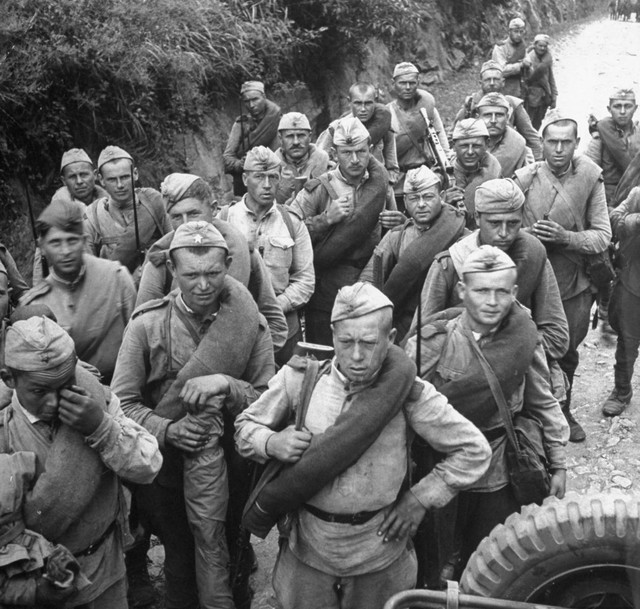
1945年10月在朝鲜的苏军战士

清津行动（俄语：Сэйсинская операция）又称清津登陆作战、清津登陆行动、清津登陆战役，是蘇日戰爭期间的一場戰役。1945年8月13日至17日期間，蘇聯的太平洋舰队進攻朝鲜半島北部的清津。最終所有的日本士兵投降。